# Société Provençale de Constructions Aéronautiques
Société Provençale de Construction Aéronautique (SPCA)— ныне не существующая французская авиастроительная компания.

## История
Компания была основана в 1925 году Жоржем Филиппаром и  Лораном-Домиником Сантони как дочернее предприятие верфи SPCN (Société Provençale de Constructions Navales).
Её головная контора находилась в Париже, а завод — в приморском городе  Ла-Сьота, что отчасти и предопределило ассортимент выпускаемой продукции, представленной преимущественно летающими лодками.
Однако, большинство разработок так и не вышли за стадию единичных прототипов. Авиапромышленность Франции 1930-х годов была перенасыщена более крупными фирмами, конкурировать с которыми SPCA оказалась неспособна. В 1934 году она прекратила свою деятельность.
Двумя годами позже, в 1936 SPCA была национализирована и, вместе с компаниями Lioré et Olivier, Potez, CAMS и Romano вошла в состав гособъединения SNCASE.

## Продукция фирмы

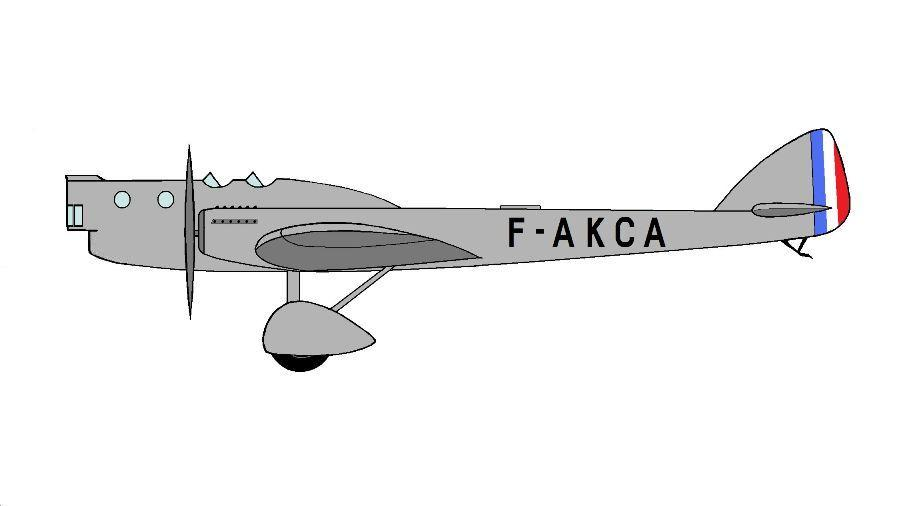
Бомбардировщик SPCA 30, амбициозный проект, конкурировавший с Amiot 143, но так и не пошедший в серию.

- SPCA Météore 63 (1925) трёхмоторная транспортная летающая лодка, 3 экземпляра;
- SPCA 10 (1928) патрульная летающая лодка, 1 экземпляр[4];
- SPCA 20 (1928) летающая лодка-бомбардировщик/торпедоносец, 2 экземпляра;
- SPCA 30 (1931) средний бомбардировщик-низкоплан, 2 экземпляра;
- SPCA 40T/41T/218 (1929) трёхмоторный почтовый высокоплан, 2 экземпляра
- SPCA Hermès 60T (1932) двухмоторная летающая лодка, 1 экземпляр
- SPCA 80/81/82 (1932) одномоторный высокоплан для колониальной полиции, 1 экземпляр
- SPCA 90 (1932) трёхмоторный высокоплан для колониальной полиции, 1 экземпляр[1]